# 法爾肯霍夫冰川
法爾肯霍夫冰川（英語：Falkenhof Glacier），是南極洲的冰川，位於杜費克海岸，全長13公里，流經特賴科恩山，最終在克拉克山西北面注入蛇皮冰川，以美國研究隊的氣象學家命名，現時由南極條約體系管理。